# Are You Lonesome Tonight?
Are You Lonesome Tonight? är en sång med musik av Lou Handman och text av Roy Turk. Den publicerades första gången 1926, och är mest känd från en inspelning av Elvis Presley som utgavs 1960.

## Elvis Presleys version
Elvis Presleys version fick placering nummer 81 på Billboard's Greatest Songs of All Time På en inspelning gjord i Las Vegas var Elvis på väldigt gott humör och roade alla med att byta ut valda delar av texten ("do you gaze at your door step and picture me there" mot "do you gaze at your bald head and wished you had hair") varvid en man på parkettplats tar av sig sin peruk, viftar med den och stryker med handen över huvudet. Elvis får ett skrattutbrott som han inte kan få stopp på.

## Andra inspelningar
The Carter Family spelade in låten 1936.
Ann-Louise Hanson spelade in låten på svenska, som "Är du ensam i kväll?", och gav ut sin version på skiva 1961.